# وفيات 2008
قائمة بأبرز الأشخاص الذين رحلوا في سنة 2008م.
|  |

## وفيات يناير
3
- شريف العلمي، إعلامي فلسطيني - أردني.

11
- السير إدموند هيلاري، 88، نيوزيلندي، أول رجل يتسلق قمة جبل إفرست.

13
- إبراهيم العنقري، 80، مستشار الملك فهد بن عبد العزيز.

15
- د . يونان لبيب رزق، 74، مؤرخ مصري.

20
- سعاد مكاوي، 79، ممثلة مصرية.

27
- جورج حبش، 82، مؤسس الجبهة الشعبية لتحرير فلسطين.

28
- سوهارتو، 86، رئيس إندونيسيا السابق.

30
- عبد العظيم محمد، 85، ملحن مصري.

31
- خليل إسماعيل، 60، ممثل كويتي.

## وفيات فبراير
1
- مصطفى سعيد الخن، 85، باحث سوري

12
- زيزي مصطفى، 62، ممثلة مصرية .
- عماد مغنية، 45، قيادي في حزب الله.

19
- ماري باركلي، 91، ممثلة بريطانية.

20
- صوفي أبو طالب، 83، رئيس مجلس الشعب المصري السابق.

25
- أحمد عقل، 69، ممثل مصري

## وفيات مارس
3
- ياسين إسماعيل ياسين ، 59، مخرج مصري.

5
- أحمد الربعي، 58، أكاديمي وسياسي كويتي.

12
- بولص فرج رحو، 66، أحد أساقفة الكنيسة الكلدانية الكاثوليكية - عراقي.

## وفيات أبريل
16
- اللواء تركي الهنداوي، من رجالات الأردن.

## وفيات مايو
13
- سعد العبد الله السالم الصباح، 78، أمير الكويت الرابع عشر.

21
- محمد عبده صالح الوحش 79، مدرب كرة قدم مصري.

25
- نادية أرسلان .59 ممثلة لبنانية
- فهد الدهمش .67 حكم دولي سعودي

## وفيات يونيو
1
- إيف سان لوران، 71، مصمم أزياء فرنسي.

3
- الشيخ ناصر بن زايد آل نهيان، نجل الشيخ زايد بن سلطان آل نهيان.

7
- مصطفى خليل، رئيس وزراء مصر بين عامي 1978 و1980.

14
- مها الصالح ،63 ممثلة سورية.

20
- محمد الجناحي ،68 ممثل إماراتي.

27
- سعاد حسين ، 73، ممثلة مصرية.

## وفيات يوليو
3
- عبد الوهاب المسيري، 69، مفكر مصري.

13
- أحمد القلاش، 98، عالم دين سوري

22
- فواز بن عبد العزيز، 74، أمير سعودي.

27
- يوسف شاهين، 82، مخرج سينمائي مصري.
- محمود جبر، 73، ممثل ومخرج سوري.

29
- سوزان تميم، 30، مغنية لبنانية.

## وفيات أغسطس
2
- محمد كمال إسماعيل، 99، دكتور مهندس مصري
- محمد سليمان، 49، سياسي سوري

5
- إبراهيم شكري، 92، سياسي ووزير زراعة مصري.

7
- محمد بشير الباني، 97، شيخ سوري

9
- محمود درويش، 67، شاعر فلسطيني.
- بيرني ماك، 50، ممثل كوميدي أمريكي.

25
- رندة الشهال، مخرجه سينمائية لبنانية.

## وفيات سبتمبر
1
- علي صدقي عبد القادر، 83، شاعر ليبي.

6
- محمد عبد الحليم أبو غزالة، 78 ،وزير دفاع مصري سابق.

## وفيات أكتوبر
1
- أحمد خميس، 83، ممثل مصري .

11
- يورج هايدر، 58، الزعيم اليميني النمساوي يقتل في حادث سيارة.

17
- بن ويدر، 85، رئيس الأتحاد الدولى لكمال الأجسام واللياقة البدنية، مونتريال، كندي.

23
- سعد بن علي الجمعان قارئ قران سعودي .

28
- علي المفيدي، 69، ممثل كويتي .

## وفيات نوفمبر
2
- أحمد الميرغني، 67، الرئيس الخامس للسودان.

9
- إبراهيم العنيزان، 70، ممثل سعودي.
- محمد خالد القطمة، 74، كاتب وصحفي سوري

19
- وليد مدفعي، 76، أديب وروائي مسرحي سوري

21
- جبران كورية، 79، كاتب وصحفي سوري

24
- عمر بن أحمد جردي مدخلي , عالم دين سعودي .

## وفيات ديسمبر
5
- البطريرك أليكسي الثاني، 79، بطريك موسكو وسائر روسيا

7
- صالح عبد الله، 57، لاعب كرة قدم كويتي.

10
- غريب محمود، 63، ممثل مصري

12
- تاسوس بابادوبولوس، 74، رئيس قبرص بالفترة من2003 إلى 2008.

20
- عبد الفتاح سكر، 78، مطرب وملحن سوري

30
- متولي علوان، 70، ممثل مصري.

31
- إحسان القلعاوي، 76، ممثلة مصرية.